# Springer Science+Business Media
Springer Science+Business Media o Springer és una editorial global que publica llibres, llibres electrònics i publicacions científiques avaluades per experts (peer review), en l'àmbit de la ciència, la tecnologia i la medicina (STM: science, technical & medical, en anglès). Springer també hostatja diverses bases de dades científiques, com ara SpringerLink, SpringerProtocols i SpringerImages. Les publicacions de llibres inclouen majoritàriament treballs d'investigació, llibres de text, monografies i sèries de llibres. Més de 35.000 títols estan disponibles en versió de llibre electrònic, organitzats en 13 col·leccions temàtiques. Dins l'àmbit de STM, Springer és la major editorial de llibres, i la segona més gran a nivell mundial en publicacions cientítiques (després d'Elsevier), amb més de 60 seus de publicació, prop de 2.000 publicacions científiques, 6.500 nous llibres publicats cada any, vendes de 880 milions d'euros (el 2008) i més de 5.000 empleats. Springer té les seves principals oficines a Berlín, Heidelberg, Dordrecht i Nova York.

## Història
L'alemany Julius Springer fundà Springer-Verlag a Berlín el 1842. El 1964, Springer va expandir el seu negoci a l'estranger, en obrir primer una oficina a Nova York, a la qual seguiren d'altres a Tokio, París, Milà, Hong Kong i Delhi.
La companyia de publicacions acadèmiques BertelsmannSpringer es formà després que Bertelsmann comprés una participació majoritària de Springer-Verlag el 1999. Els grups d'inversió britànics Cinven i Candover compraren posteriorment BertelsmannSpringer a Bertelsmann el 2003. Van fusionar la companyia el 2004 amb l'editorial neerlandesa Kluwer Academic Publishers, que compraren a Wolters Kluwer el 2002, per tal de formar finalment Springer Science+Business Media.
El 2009, Cinven i Candover vengueren Springer a dues firmes privades, EQT Partners i Government of Singapore Investment Corporation. El tancament de la venda fou confirmat el febrer de 2010, després que la competència autoritzés la transferència als Estats Units i Europa.
El 2011 van adquirir també Pharma Marketing i Publishing Services de Wolters Kluwer.